# 쟈파니즈 하이!
쟈파니즈 하이!(ジャPAニーズHi！)는 쟈니즈 Jr. 내의 유닛이다. 현재는 이 유닛으로 활동하고 있지 않다.

## 멤버
- 사토 쇼리
- 쿠라모토 카오루
- 마츠시마 소우
- 마리우스 요
- 오쿠보 루이스
- 타카하시 린
- 니시모토 쿄헤이
- 진구지 유타
- 아베 아란
- 하야시 렌
- 칸다 노리유키
- 하나와 다이키
- 나가츠마 레오
- 우시다 유스케
- 우에하라 쇼타로
- 이마무라 하야토
- 오기노토 모야
- 모치즈키 코헤이
- 니시 레이토
- 마츠다 준
- 마츠쿠라 카이토
- 카나즈루 히데키
- 타나카 코타로
- 하야시 타쿠토
- 후쿠모토 다이키
- 미스미 아키토
- 사쿠라이 류노스케
- 카츠라가와 와카바
- 나카무라 우미토
- 카와구치 유
- 이토 코키
- 이토 미즈키
- 이와하시 겐지
- 이치미야 다이키
- 아키바 류세이
- 타니구치 유야
- 나기시 아오미
- 타카다 슌스케
- 미야치카 카이토
- 하라 요시타카
- 하니우다 아무
- 야마가타 유키
- 오노 이부키
- 이와오카 나오키
- 야마모토 료마
- 사카키바라 유헤이
- 오리우치 카즈키
- 마츠다 겐타
- 타쿠미 미타

외

## 출연

### TV 프로그램
- 더 소년구락부
- 양양JUMP

## 같이 보기
- 쟈니즈 사무소